# Little Strickland
Little Strickland – wieś w Anglii, w Kumbrii, w dystrykcie (unitary authority) Westmorland and Furness. Leży 40 km na południowy wschód od miasta Carlisle i 381 km na północny zachód od Londynu. W 2001 miejscowość liczyła 66 mieszkańców.